# عقد 950 هـ
عقد 950 هـ هو الفترة بين عام 950 إلى 959 في التقويم الهجري، أي العشر سنوات السادسة من القرن العاشر الهجري.